# کریس هوییکاس
کریس هوییکاس (هلندی: Chris Hooijkaas; ۶ ژانویهٔ ۱۸۶۱ – ۱۵ اکتبر ۱۹۲۶) قایقران قایق بادبانی اهل هلند بود.